# Tennessee Titans 2008
La stagione 2008 dei Tennessee Titans è stata la 39ª della franchigia nella National Football League, la 49ª complessiva
Malgrado l'avere raggiunto i playoff nella stagione precedente con un record di 10-6, i Titans erano attesi da molti analisti a piazzarsi terzi o quarti nella AFC South. Terminarono invece col miglior record della NFL, 13–3, conquistando il vantaggio del fattore campo per tutti i playoff dopo avere vinto tutte le prime dieci partite. Tuttavia, i Titans persero due delle ultime tre gare della stagione regolare e furono eliminati dai Baltimore Ravens nel divisional round.
Questa fu l'ultima stagione in cui i Tennessee Titans si qualificarono per i playoff fino al 2017.

## Scelte nel Draft 2008
| Scelte dei Titans nel Draft 2008 |        |                 |                  |                     |
| Giro                             | Scelta | Giocatore       | Ruolo            | College             |
| 1                                | 24     | Chris Johnson   | Running back     | East Carolina       |
| 2                                | 54     | Jason Jones     | Defensive tackle | Eastern Michigan    |
| 3                                | 85     | Craig Stevens   | Tight end        | California          |
| 4                                | 103    | William Hayes   | Defensive end    | Winston-Salem State |
| 4                                | 126    | Lavelle Hawkins | Wide receiver    | California          |
| 4                                | 134    | Stanford Keglar | Linebacker       | Purdue              |
| 7                                | 229    | Cary Williams   | Cornerback       | Washburn            |

## Calendario

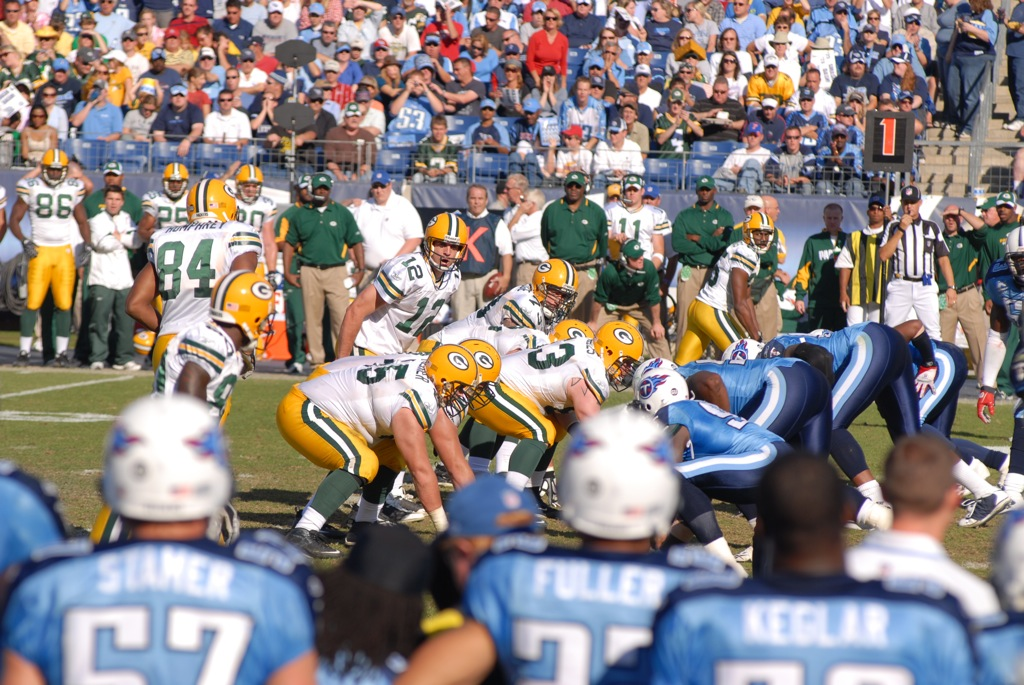
La partita contro i Packers della settimana 9

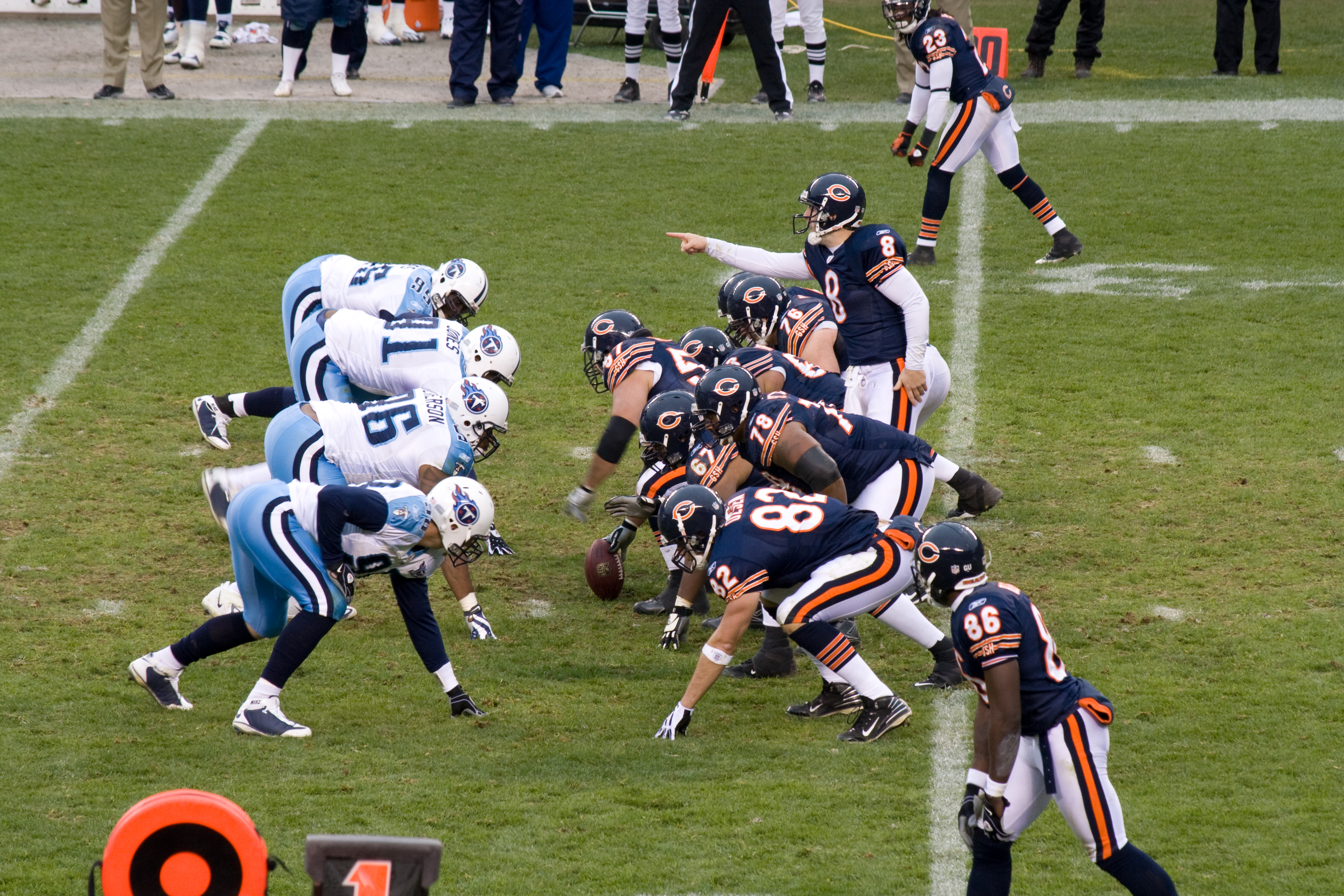
La partita contro i Bears della settimana 10

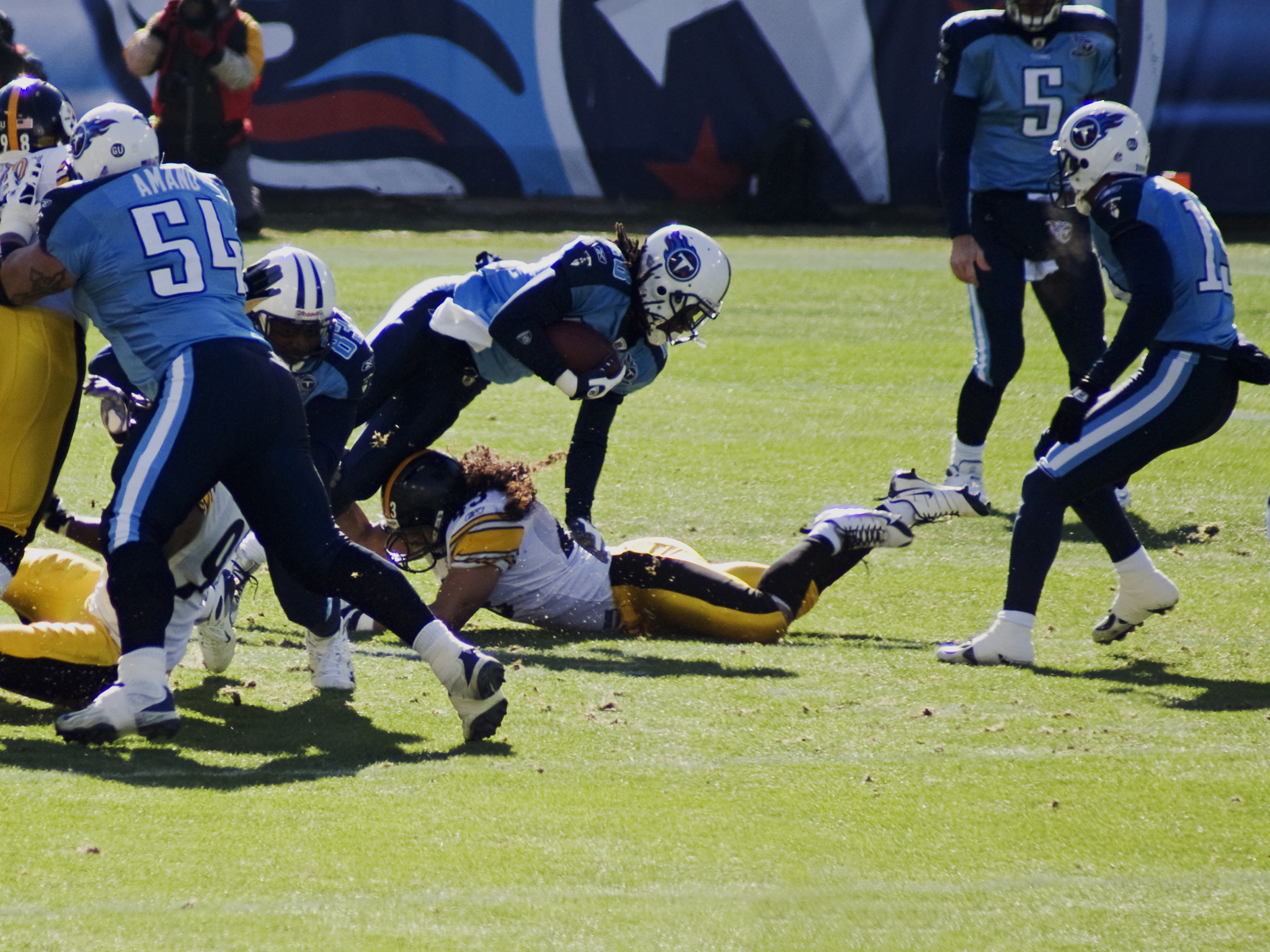
La partita della settimana 16 contro gli Steelers

| Stagione regolare |                         |                    |                                |                    |
| Turno             | Avversario              | Risultato          | Stadio                         | Record             |
| 1                 | Jacksonville Jaguars    | V 17–10            | LP Field                       | 1–0                |
| 2                 | at Cincinnati Bengals   | V 24–7             | Paul Brown Stadium             | 2–0                |
| 3                 | Houston Texans          | V 31–12            | LP Field                       | 3–0                |
| 4                 | Minnesota Vikings       | V 30–17            | LP Field                       | 4–0                |
| 5                 | at Baltimore Ravens     | V 13–10            | M&T Bank Stadium               | 5–0                |
| 6                 | Settimana di pausa      | Settimana di pausa | Settimana di pausa             | Settimana di pausa |
| 7                 | at Kansas City Chiefs   | V 34–10            | Arrowhead Stadium              | 6–0                |
| 8                 | Indianapolis Colts      | V 31–21            | LP Field                       | 7–0                |
| 9                 | Green Bay Packers       | V 19–16 (DTS)      | LP Field                       | 8–0                |
| 10                | at Chicago Bears        | V 21–14            | Soldier Field                  | 9–0                |
| 11                | at Jacksonville Jaguars | V 24–14            | Jacksonville Municipal Stadium | 10–0               |
| 12                | New York Jets           | S 13–34            | LP Field                       | 10–1               |
| 13                | at Detroit Lions        | V 47–10            | Ford Field                     | 11–1               |
| 14                | Cleveland Browns        | V 28–9             | LP Field                       | 12–1               |
| 15                | at Houston Texans       | S 12–13            | Reliant Stadium                | 12–2               |
| 16                | Pittsburgh Steelers     | V 31–14            | LP Field                       | 13–2               |
| 17                | at Indianapolis Colts   | S 0–23             | Lucas Oil Stadium              | 13–3               |

## Classifiche
| AFC South              | AFC South | AFC South | AFC South | AFC South | AFC South | AFC South | AFC South | AFC South | AFC South |
|                        | V         | S         | P         | %         | DIV       | CONF      | PF        | PS        | STR       |
| ---------------------- | --------- | --------- | --------- | --------- | --------- | --------- | --------- | --------- | --------- |
| (1) Tennessee Titans   | 13        | 3         | 0         | .813      | 4–2       | 9–3       | 375       | 234       | S1        |
| (5) Indianapolis Colts | 12        | 4         | 0         | .750      | 4–2       | 10–2      | 377       | 298       | V9        |
| Houston Texans         | 8         | 8         | 0         | .500      | 2–4       | 5–7       | 366       | 394       | V1        |
| Jacksonville Jaguars   | 5         | 11        | 0         | .313      | 2–4       | 3–9       | 302       | 367       | S2        |